# Orden de los Compañeros de O. R. Tambo
La Orden de los Compañeros de O. R. Tambo (en inglés: Order of the Companions of O. R. Tambo) es una condecoración de Sudáfrica.
Lleva su nombre en memoria del luchador antiapartheid Oliver Reginald Tambo (1917-1993).
Esta orden es exclusiva para dignatarios extranjeros. Se otorga en tres clases:
- Supremo Compañero de O. R. Tambo: en oro, para aquellos que han promovido activamente los intereses y aspiraciones de Sudáfrica a través de una excelente cooperación y expresión activa de solidaridad y apoyo;
- Gran Compañero de O. R. Tambo: en plata, para aquellos que han promovido activamente los intereses y aspiraciones de Sudáfrica a través de excelente cooperación, solidaridad y apoyo;
- Compañero de O. R. Tambo: en bronce, para aquellos que han promovido activamente los intereses y las aspiraciones de la República a través de la cooperación, solidaridad y apoyo.

Todos los grados incluyen la medalla para el cuello, una miniatura para el pecho y una roseta para la solapa. Los dos grados más altos incluyen además un bastón.
La medalla consiste en un tomoye (símbolo basado en el yin y el yang) que representa el encuentro de diversas energías espirituales rodeado de la majola (serpiente protectora y amigable de la mitología local) que simboliza la amistad hacia Sudáfrica. Esta medalla pende de una cinta blanca con tomoyes en tonos grises. El bastón está hecho de madera y representa el apoyo que se le dará al condecorado en agradecimiento de su amistad con la República.